# 水上氏
水上氏（みずかみし、みずかみうじ）は、日本の氏族。清和源氏の河内源氏の流れをくみ、武家の有職故実を伝える一族としても知られる。家紋は三階菱または、桐紋。

## 概要
本姓は源氏。清和源氏の名門小笠原氏（信濃源氏）の庶流とされる。皆神（水上）神社を起源とする書物も現存しており、公家のうち、文官となった武家であり、高家を維持した。甲斐武田氏の旧臣であり、6代・水上興正のとき、上級旗本の家格にして、のちの礎を築いた。

## 一族
- 織田信貞（織田信長の九男）
  - 織田信任（水上家に分家する直近の旗本、子は水上嘉平次）
- 織田信節（旗本・水上興正の六男）
- 水上勉 - 作家、松平康親の曾孫である旗本・水上正勝の子孫